# شيرلي بالمر
شيرلي بالمر (بالإنجليزية: Shirley Palmer)‏ هي ممثلة أمريكية، ولدت في 25 ديسمبر 1908 بشيكاغو في الولايات المتحدة، وتوفيت في 29 مارس 2000 بلوس أنجلوس في الولايات المتحدة.

## وصلات خارجية
- شيرلي بالمر على موقع IMDb (الإنجليزية)
- شيرلي بالمر على موقع أول موفي (الإنجليزية)
- شيرلي بالمر على موقع قاعدة بيانات الفيلم (الإنجليزية)